# 舍拉沃蒂河

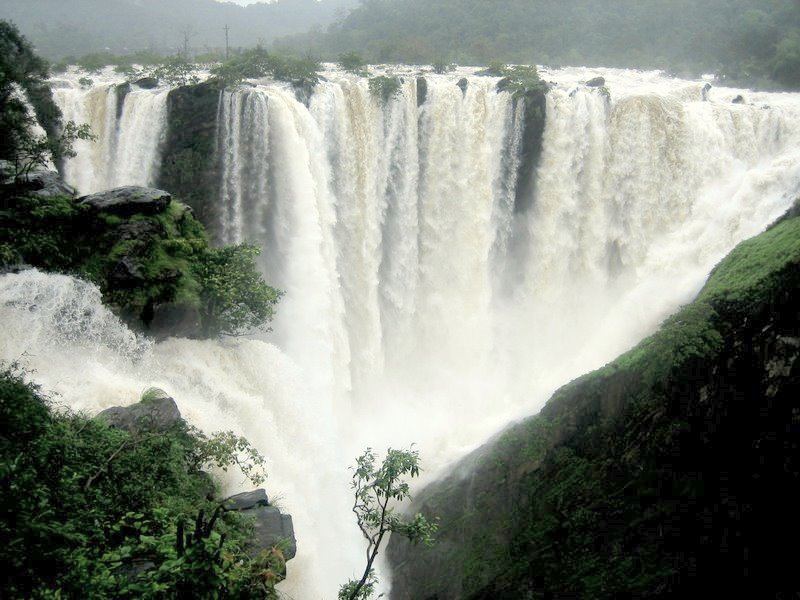

舍拉沃蒂河是印度的河流，位於該國南部，流經卡納塔克邦，最終在霍納瓦爾注入阿拉伯海，河道全長128公里，流域面積2,985立方公里。

## 外部連結
- Species diversity in Sharavati River Basin